# 國王椰子
國王椰子（学名：Ravenea rivularis），又名河岸雷文葵，是馬達加斯加特有的一種棕櫚科植物。它們現正受到《瀕危野生動植物種國際貿易公約》附錄二的保護。其种加词“rivularis”意为“溪畔的”。

## 外部連結
- Palmpedia（页面存档备份，存于）